# Военна болница (Пловдив)
Многопрофилна болница за активно лечение – Пловдив към ВМА е част от болничната мрежа на Военномедицинска академия. Болницата е правоприемник на Военна болница Пловдив.

## История
Пловдивската военна болница е основана през 1889 г. от полковник Сава Муткуров, тогавашен министър на войната. Болницата е била подчинена на бригадния лекар, а се е управлявала от лекаря на един от полковете. Разполагала е с 80 легла за редови чинове и осем легла за офицери. През годините тя е претърпява много трансформации – закривана е и отново откривана, местена, опожарявана, надстроявана, сменяла различни наименования.
През 1892 г. е преименувана на „Дивизионна болница“ и е на подчинение на Втора Тракийска дивизия. На 17 септември 1912 г., болницата се разформирова, тъй като е обявена обща мобилизация. Организират се 10 нови болнични учреждения, които вземат участие в Балканската и Междусъюзническата война. През 1913 г. отново се възстановява от санитарния капитан Танков, и съществува като Втора Дивизионна болница до септември 1915 г., когато отново е разформирована. За участие в Първата световна война се създават нови болнични учреждения, но на фронта отива само Втори дивизионен лазарет. 
След края на войната, през октомври 1918 г., гарнизонната болница започва отново своята дейност под ръководството на подполковник Танков. През 1920 г. болницата се разформирова поради намаление на армията, а от 31 март 1921 г. тя окончателно престава да съществува по силата на Ньойския договор.
През 1924 г. базата се сформира отново с название „Първостепенна Военна болница – Пловдив“. Началник е д-р Кювлиев, който изпълнява длъжността до 22 август 1934 г. На 18 май 1938 г. заведението е преименувано на „Втора дивизионна болница“ и разполага със 120 легла.
През периода 1938 – 1944 г. са разкрити 6 отделения: вътрешно, хирургическо, нервно, КВО, УНГО, рентгенологично отделение, и включва също зъболекарски кабинет, аптека, домакинство. По време на бомбардировките през 1944 г. болницата е евакуирана в Земеделския техникум в Садово. Пряко участие във войната болницата не взима, но непрекъснато лекува ранените от фронта.
През 1951 г. базата се премества в бившата сграда на национализираната Католическа болница на бул. „Христо Ботев“ №69. заедно с поликлиниката, която се е намирала на ул. „Отец Паисий“, и започва да функционира като „Гарнизонен госпитал“ с поликлиника. Неин началник е мед. майор Димитър Г. Хаджиев. По-късно през август 1952 г. началник на болницата става мед. майор д-р Никола Писаров, който служи до 1963 г.
През 1955 г. базата получава ново название – „Военна болница“. През 1964 г. е надстроен още един етаж на сградата, а през 1979 г. – допълнителна голяма и модерна поликлинична част. В тези години са защитени 16 научни медицински труда. В базата работят шест професори и петима доценти, сградата разполага с 320 легла. Средният и младшият медицински състав се увеличават.
През 1976 г. за началник на болницата е назначен полк. Рангел Василев, който остава на тази длъжност до септември 1990 г.
Осемдесетте години на XX век са години на разцвет за Военна болница-Пловдив. В нея се лекуват годишно около 8500 болни, извършват се над 800 тежки операции, а в поликлиниката се извършват над 120 000 прегледа.
През 90-те години, след няколко поредни съкращения, болницата остава със 120 легла и значително редуциран персонал. През 2002 г. името на лечебното заведение се променя на „Болнична база за активно лечение (ББАЛ) – Пловдив към ВМА, София. Считано от 2 юни 2009 г., ББАЛ се преименува на „Многопрофилна болница за активно лечение“ (МБАЛ) – Пловдив към ВМА.
От 1956 г. болницата е база за специализация за висши медицински кадри и среден медицински персонал. В началото на 10-те години на XXI век в МБАЛ-Пловдив към ВМА работят 57 лекари и 74 специалисти по здравни грижи. Броят на пациентите, преминали през кабинетите е между 35 и 40 хиляди. От тях – кадрови военнослужещи или граждански лица в Българската армия, Министерството на отбраната и структурите на подчинение на министъра на отбраната са между 20 и 25%.

## Структура
Заведението разполага със 122 болнични легла, разпределени в три клиники: по вътрешни болести, хирургия и нервни болести, добре уредена реанимация и четири отделения – очно, отолангично, по физикална и рехабилитационна медицина.
Има Консултативно-диагностичен блок с девет приемни кабинета и модерна регистратура, към който функционират и три диагностични отделения – отделение по образна диагностика, по клинични анализи (клинична лаборатория) и отделение по клинична патология, разполагащи със съвременна диагностична апаратура.